# Dienstverhältnis
Dienstverhältnis bezeichnet in Deutschland das Beschäftigungsverhältnis einer natürlichen Person, die in einem öffentlich-rechtlichen Dienst- und Treueverhältnis zu einem Dienstherrn steht. Arbeitnehmer im öffentlichen Dienst stehen dagegen in einem privatrechtlichen Arbeitsverhältnis. Sie haben keinen Dienstherrn, sondern einen Arbeitgeber. Das Dienstverhältnis ist zu unterscheiden vom Amtsverhältnis, in dem z. B. die Mitglieder der Verfassungsorgane stehen. Die Arten der Dienstverhältnisse in Deutschland lassen sich nach den Personengruppen der Beamten, Soldaten und Richter aufteilen.
Neben dem Dienstverhältnis im Sinne dieses Artikels findet der Begriff auch im deutschen Privatrecht im Sinne eines privaten Arbeitsverhältnisses Verwendung.

## Rechtsgrundlagen
Je nach Dienstherr beruht es auf unterschiedlichen Rechtsgrundlagen. Dienstherrn können sein der Bund, die Länder, Gemeindeverbände, Gemeinden sowie sonstige Körperschaften, Anstalten und Stiftungen des öffentlichen Rechts. Dazu zählen auch die öffentlich-rechtlichen Religionsgesellschaften. Der Dienstherr der Soldaten ist immer der Bund. Die Richter stehen im Dienst des Bundes oder eines Landes (§ 3 DRiG).
Gesetzliche Grundlage für die Dienstverhältnisse der Bundesbeamten ist das Bundesbeamtengesetz. Bundesbeamte gibt es beim Bund sowie bundesunmittelbaren Körperschaften, Anstalten und Stiftungen des öffentlichen Rechts. Für die Beamten der Länder, Gemeinden, Gemeindeverbände und landesrechtlicher Körperschaften, Anstalten und Stiftungen des öffentlichen Rechts hat der Bund einen durch das Beamtenstatusgesetz einen statusrechtlichen Rechtsrahmen geschaffen. Dieser wird durch die jeweiligen Landesbeamtengesetze ergänzt. Die öffentlich-rechtlichen Religionsgemeinschaften können ihre Kirchenbeamtenverhältnisse davon unabhängig, aber unter Beachtung der hergebrachten Grundsätze des Berufsbeamtentums (Art. 33 Abs. 5 GG), regeln.
Gesetzliche Grundlage für die Wehrdienstverhältnisse der Soldaten ist das Soldatengesetz.
Für Richter gilt das Deutsche Richtergesetz. Soweit dieses Gesetz nichts anderes bestimmt, gelten für Berufsrichter des Bundes die Vorschriften für Bundesbeamte entsprechend. Für das Statusrecht der Richter im Landesdienst gelten die Vorschriften des Beamtenstatusgesetzes entsprechend. Die Länder treffen darüber hinausgehende Regelungen durch eigene Landesrichtergesetze.

## Beamtenverhältnis
Beamte stehen zu ihrem Dienstherrn in einem öffentlich-rechtlichen Dienst- und Treueverhältnis. Dieses wird Beamtenverhältnis genannt (§ 4 BBG; § 3 BeamtStG). Berufungen in ein Beamtenverhältnis beim Bund oder Versetzungen in den Bundesdienst dürfen grundsätzlich nur erfolgen, wenn der Bewerber das 50. Lebensjahr noch nicht vollendet hat (§ 48 Abs. 1 Nr. 1 BHO).
Zur Begründung eines Beamtenverhältnisses bedarf es einer Ernennung (§ 10 Abs. 1 Nr. 1 BBG; § 8 Abs. 1 Nr. 1 BeamtStG). Diese erfolgt durch Aushändigung einer Ernennungsurkunde (§ 10 Abs. 2 S. 1 BBG; § 8 Abs. 2 S. 1 BeamtStG).
Das Beamtenverhältnis endet durch Entlassung, Verlust der Beamtenrechte, Entfernung aus dem Beamtenverhältnis nach einem Disziplinargesetz, Eintritt oder Versetzung in den Ruhestand (§ 30 ff. BBG; § 21 ff. BeamtStG). 
Es gibt verschiedene Arten des Beamtenverhältnisses.

### Beamtenverhältnis auf Lebenszeit

Verleihungsurkunde „Beamter auf Lebenszeit“

Der Regeltyp ist das Beamtenverhältnis auf Lebenszeit (BaL). Es dient der dauernden Wahrnehmung hoheitsrechtlicher Aufgaben oder von Aufgaben, die zur Sicherung des Staates oder des öffentlichen Lebens nicht ausschließlich Personen übertragen werden dürfen, die in einem privatrechtlichen Arbeitsverhältnis stehen (§ 6 Abs. 1 i. V. m. § 5 BBG; § 4 Abs. 1 i. V. m. § 3 Abs. 2 BeamtStG). Das Beamtenverhältnis auf Lebenszeit endet grundsätzlich mit dem Eintritt oder der Versetzung in den Ruhestand (§ 30 Nr. 4 BBG; § 21 Nr. 4 BeamtStG). Zum Beamten auf Lebenszeit darf nur ernannt werden, wer die allgemeinen Voraussetzungen zur Berufung in ein Beamtenverhältnis erfüllt (§ 7 BBG; § 7 BeamtStG) und sich in einer (beamtenrechtlichen) Probezeit bewährt hat (§ 11 Abs. 1 S. 1 Nr. 2 BBG § 10 S. 1 BeamtStG). Probezeit ist die Zeit in einem Beamtenverhältnis auf Probe, in der sich die Beamten nach Erwerb der Laufbahnbefähigung zur späteren Verwendung auf Lebenszeit bewähren sollen (§ 2 Abs. 6 BLV). Daher ist die Ernennung zum Beamten auf Lebenszeit grundsätzlich die Umwandlung eines Beamtenverhältnisses auf Probe und keine erstmalige Begründung eines Beamtenverhältnisses.
In der Ernennungsurkunde müssen die Wörter „unter Berufung in das Beamtenverhältnis auf Lebenszeit“ enthalten sein (§ 10 Abs. 2 S. 2 BBG; § 8 Abs. 2 Nr. 1 BeamtStG). Mit der Begründung eines Beamtenverhältnisses auf Lebenszeit wird gleichzeitig ein Amt verliehen (§ 10 Abs. 3 BBG; § 8 Abs. 3 BeamtStG).

### Beamtenverhältnis auf Probe

Verleihungsurkunde „Beamter auf Probe“

Das Beamtenverhältnis auf Probe (BaP) dient der Ableistung einer (beamtenrechtlichen) Probezeit zur späteren Verwendung auf Lebenszeit (§ 6 Abs. 3 Nr. 1 BBG i. V. m. § 28ff. BLV; § 4 Abs. 3 lit. a BeamtStG) oder zur Übertragung eines Amtes mit leitender Funktion (§ 6 Abs. 3 Nr. 2 i. V. m. § 24 BBG; § 4 Abs. 3 lit. b BeamtStG). Eine Beförderung während der Probezeit ist grundsätzlich möglich.
Bundesbeamte müssen sich in der Probezeit „in vollem Umfang“ bewährt haben (§ 11 Abs. 1 S. 1 Nr. 2 BBG). Für die Feststellung der Bewährung gilt für sie ein strenger Maßstab (§ 11 Abs. 1 S. 2 BBG). Die beamtenrechtliche Probezeit im Bund dauert grundsätzlich mindestens drei Jahre (§ 11 Abs. 1 S. 3 BBG). Die Anrechnung einer gleichwertigen Tätigkeit kann bis zu einer Mindestprobezeit von einem Jahr vorgesehen werden. Die Bundesregierung hat durch die Bundeslaufbahnverordnung die Einzelheiten, insbesondere die Kriterien und das Verfahren der Bewährungsfeststellung, die Anrechnung von Zeiten sowie Ausnahmen von der Probezeit einschließlich der Mindestprobezeit geregelt (§ 11 Abs. 1 S. 4 BBG). Ein Beamtenverhältnis auf Probe ist spätestens nach fünf Jahren in ein solches auf Lebenszeit umzuwandeln, wenn die beamtenrechtlichen Voraussetzungen hierfür erfüllt sind (§ 11 Abs. 2 S. 1 BBG). Die Frist verlängert sich um die Zeit, um die sich die Probezeit wegen Elternzeit oder einer Beurlaubung unter Wegfall der Besoldung verlängert (§ 11 Abs. 2 S. 2 BBG). Für Landes- und Kommunalbeamte dauert die Probezeit mindestens sechs Monate und höchstens fünf Jahre (§ 10 S. 1 BeamtStG).
In der Ernennungsurkunde müssen die Wörter „unter Berufung in das Beamtenverhältnis auf Probe“ enthalten sein (§ 10 Abs. 2 S. 2 BBG; § 8 Abs. 2 Nr. 1 BeamtStG). Mit der Begründung eines Beamtenverhältnisses auf Probe wird gleichzeitig ein Amt verliehen (§ 10 Abs. 3 BBG; § 8 Abs. 3 BeamtStG).
Beamte auf Probe können entlassen werden, wenn sie eine Handlung begehen, die im Beamtenverhältnis auf Lebenszeit mindestens eine Kürzung der Dienstbezüge zur Folge hätte, wenn sie sich in der Probezeit nicht bewährt haben oder bei Änderung des Aufbaus oder der Aufgaben der Beschäftigungsbehörde oder deren Verschmelzung mit einer anderen Behörde, wenn das übertragene Aufgabengebiet davon berührt wird und eine anderweitige Verwendung nicht möglich ist (§ 34 Abs. 1 BBG; § 23 Abs. 3 BeamtStG).

### Beamtenverhältnis auf Widerruf
Ein Beamter auf Widerruf (BaW) dient meist der Ableistung eines Vorbereitungsdienstes (Laufbahnausbildung) oder seltener der (nur) vorübergehenden Wahrnehmung von hoheitsrechtlichen Aufgaben oder von Aufgaben, die zur Sicherung des Staates oder des öffentlichen Lebens nicht ausschließlich Personen übertragen werden dürfen, die in einem privatrechtlichen Arbeitsverhältnis stehen (§ 6 Abs. 4 BBG; § 4 Abs. 4 BeamtStG). Nach erfolgreichem Abschluss des Vorbereitungsdienstes (Laufbahnprüfung) wird die Laufbahnbefähigung für eine Laufbahn der Laufbahngruppe des einfachen, mittleren, gehobenen oder höheren Dienstes erlangt und das Beamtenverhältnis in der Regel in das eines Beamten auf Probe umgewandelt. Beamten auf Widerruf führen statt einer Amts- eine Dienstbezeichnung. Diese besteht in der Regel aus der Amtsbezeichnung des Eingangsamtes der Laufbahn mit dem Zusatz Anwärter (z. b. Regierungsinspektoranwärter). Im höheren Dienst ist auch der Zusatz Referendar (z. b. Technischer Referendar) oder die Dienstbezeichnung Attaché (für den höheren auswärtigen Dienst) üblich.
In der Ernennungsurkunde müssen die Wörter „unter Berufung in das Beamtenverhältnis auf Widerruf“ enthalten sein (§ 10 Abs. 2 S. 2 BBG; § 8 Abs. 2 Nr. 1 BeamtStG). Beamte auf Widerruf können jederzeit fristlos entlassen werden. Mit der Begründung eines Beamtenverhältnisses auf Widerruf wird gleichzeitig kein Amt verliehen.

### Beamtenverhältnis auf Zeit
Das Beamtenverhältnis auf Zeit ist in gesetzlich besonders bestimmten Fällen zulässig und dient der befristeten Wahrnehmung hoheitsrechtlicher Aufgaben oder von Aufgaben, die zur Sicherung des Staates oder des öffentlichen Lebens nicht ausschließlich Personen übertragen werden dürfen, die in einem privatrechtlichen Arbeitsverhältnis stehen, (§ 6 Abs. 2 S. 1 i. V. m. § 5 BBG; § 4 Abs. 2 lit. a BeamtStG) oder der zunächst befristeten Übertragung eines Amtes mit leitender Funktion (§ 4 Abs. 2 lit b BeamtStG). Für das Beamtenverhältnis auf Zeit gelten die Vorschriften über das Beamtenverhältnis auf Lebenszeit entsprechend, soweit nicht gesetzlich etwas anderes bestimmt ist (§ 6 Abs. 2 S. 2 BBG; § 6 BeamtStG).
In der Ernennungsurkunde müssen die Wörter „unter Berufung in das Beamtenverhältnis auf Zeit“ mit der Angabe der Zeitdauer der Berufung enthalten sein (§ 10 Abs. 2 S. 2 BBG; § 8 Abs. 2 Nr. 1 BeamtStG). Mit der Begründung eines Beamtenverhältnisses auf Zeit wird gleichzeitig ein Amt verliehen (§ 10 Abs. 3 BBG; § 8 Abs. 3 BeamtStG).
Beispiele für Beamte auf Zeit sind kommunale Wahlbeamte (Landräte, Bürgermeister) und teilweise Professoren. Bundesbeamte auf Zeit sind beispielsweise der Präsident und der Vizepräsident des Bundesrechnungshofes (§ 3 Abs. 2 S. 1 BRHG), die Mitglieder des gerichtsähnlichen Kontrollorgans des Unabhängigen Kontrollrats (§ 44 Abs. 1 S. 1 BNDG), der Präsident der Bundesanstalt für den Digitalfunk der Behörden und Organisationen mit Sicherheitsaufgaben (§ 4 Abs. 2 S. 1 BNDG) und die Mitglieder des Direktoriums der Deutschen Rentenversicherung Bund (§ 143 Abs. 2 S. 1 SGB IV).

### Ehrenbeamtenverhältnis
Das Ehrenbeamtenverhältnis dient der unentgeltlichen Wahrnehmung von hoheitsrechtlichen Aufgaben. Es kann nicht in ein Beamtenverhältnis anderer Art und ein solches kann nicht in ein Ehrenbeamtenverhältnis umgewandelt werden (§ 6 Abs. 5 i. V. m. § 5 BBG; § 5 BeamtStG).
In der Ernennungsurkunde müssen die Wörter „unter Berufung in das Beamtenverhältnis als Ehrenbeamter“ enthalten sein (§ 10 Abs. 2 S. 2 BBG; § 8 Abs. 2 Nr. 1 BeamtStG).
Für Ehrenbeamte des Bundes gelten grundsätzlich die Vorschriften des Bundesbeamtengesetzes mit den in § 133 BBG bestimmten Ausnahmen. Nach Erreichen der Regelaltersgrenze können Ehrenbeamte verabschiedet werden. Sie sind zu verabschieden, wenn die sonstigen Voraussetzungen für die Versetzung eines Beamten in den Ruhestand gegeben sind. Die Unfallfürsorge für Ehrenbeamte des Bundes und ihre Hinterbliebenen richtet sich nach § 68 des BeamtVG. Im Übrigen regeln sich die Rechtsverhältnisse nach den besonderen für die einzelnen Gruppen der Ehrenbeamten geltenden Vorschriften.
Ehrenbeamte sind beispielsweise Honorarkonsuln, ehrenamtliche Bürgermeister, Stadträte, Beigeordnete oder Ortsvorsteher, Führungskräfte der Freiwilligen Feuerwehren (Wehrführer, Stadt- und Gemeindebrandinspektoren usw.), Mitglieder der hessischen Ortsgerichte, Pharmazieräte in einigen Bundesländern und Kreisjagdmeister.

### Politischer Beamter
Ein sogenannter politischer Beamter steht in keinem eigenen Dienstverhältnis. Er kann in den einstweiligen Ruhestand versetzt werden (§ 54 BBG; entsprechende landesgesetzliche Regelungen).

### Polizeivollzugsbeamte
Polizeivollzugsbeamte haben kein eigenes Dienstverhältnis; sie gehören vielmehr Sonderlaufbahnen an. Die Bundespolizei kann geeignete Personen zur Wahrnehmung bestimmter Aufgaben zu Hilfspolizeibeamten bestellen (§ 63 Abs. 2 BPolG). Auch in Hessen können Hilfspolizeibeamte bestellt werden (§ 99 HSOG) Ein Dienstverhältnis wird nicht begründet, weil statt einer Ernennung eine Bestellung erfolgt. Hilfspolizeibeamte haben teilweise Befugnisse wie Polizeivollzugsbeamte, stehen aber nicht in einem öffentlich-rechtlichen Dienst- und Treueverhältnis zu einem Dienstherrn.

### Kirchenbeamtenverhältnis
Beamte bei einer öffentlich-rechtlichen Religionsgesellschaft stehen in einem Kirchenbeamtenverhältnis. Für sie gelten die Regelungen des Beamtenstatusgesetzes nicht. Ihr Rechtsverhältnis ist in entsprechenden rechtlichen Regelungen der jeweiligen Religionskörperschaft geregelt. Für Kirchenbeamte der Evangelischen Kirche in Deutschland, der Gliedkirchen und der gliedkirchlichen Zusammenschlüsse gilt beispielsweise einheitlich das Kirchenbeamtengesetz der EKD.

## Wehrdienstverhältnis
Wehrdienstverhältnis ist ein öffentlich-rechtliches Dienst- und Treueverhältnis zwischen dem Dienstherrn Bundesrepublik Deutschland und dem Soldaten, unabhängig von dessen Dienstgrad sowie davon, ob er auf Grund der Wehrpflicht oder freiwilliger Verpflichtung Wehrdienst leistet (§ 1 Abs. 1 SG).
Unterschieden werden in diesem Zusammenhang Berufssoldaten (BS), Soldaten auf Zeit (SaZ), freiwilliger Wehrdienst (FWD; § 58ff. SG),  ehrenamtlicher Dienst in der Reserveorganisation der Bundeswehr (§ 58a SG i. V. m. § 4 ResG), der Wehrdienst in Form von Dienstleistungen nach dem Vierten Abschnitt des Soldatengesetzes und – im Spannungs- und Verteidigungsfall – der Wehrdienst nach dem Wehrpflichtgesetz.
Einsatzgeschädigte, die in einem nicht auf Lebenszeit begründeten Wehrdienstverhältnis stehen, können in ein Wehrdienstverhältnis besonderer Art eintreten, welches die Rechtsstellung eines Soldaten auf Zeit begründet (§ 6 EinsWVG).
Wer zu einer dienstlichen Veranstaltung nach § 81 SG (dienstliche Vorhaben insbesondere zur militärischen Aus-, Fort- und Weiterbildung) zugezogen wird, steht in einem Wehrdienstverhältnis. Dies gilt auch für die Teilnehmer an einer Dienstlichen Veranstaltung zur Information.
Teilnehmer an einer Eignungsübung haben die Rechtsstellung eines Soldaten auf Zeit und stehen damit in einem Wehrdienstverhältnis.
Dienstleistungen nach dem Vierten Abschnitt des Soldatengesetzes sind:
- (Wehr-)Übungen (§ 61 SG),
- besondere Auslandsverwendungen (§ 62 SG),
- Hilfeleistungen im Innern im Rahmen der Amtshilfe oder bei einer Naturkatastrophe oder einem besonders schweren Unglücksfall (§ 63 SG),
- Hilfeleistungen im Ausland im Rahmen von humanitären Hilfeleistungen (§ 63a SG),
- Wehrdienst zur temporären Verbesserung der personellen Einsatzbereitschaft, der dem Erhalt oder der Herstellung der Funktionsfähigkeit von Organisationseinheiten bei anders nicht abwendbaren Vakanzen oder der Bewältigung anders nicht rechtzeitig zu bewältigender Auftragsspitzen dient (§ 63b SG) und
- unbefristeter Wehrdienst im Spannungs- oder Verteidigungsfall.[1]

Die Arten des Wehrdienstes im Spannungs- und Verteidigungsfall nach dem Wehrpflichtgesetz sind:
- den Grundwehrdienst (§ 5 WPlfG),
- die Wehrübungen (§ 5 WPlfG),
- die besondere Auslandsverwendung (§ 5 WPlfG),
- den freiwilligen zusätzlichen Wehrdienst im Anschluss an den Grundwehrdienst (§ 5 WPlfG),
- die Hilfeleistung im Innern (§ 5 WPlfG),
- die Hilfeleistung im Ausland (§ 5 WPlfG) und
- den unbefristeten Wehrdienst im Spannungs- oder Verteidigungsfall.

## Richterverhältnis
Berufsrichter des Bundes und der Länder stehen in einem Richterverhältnis. Rechtsformen im Richterdienst sind Richter auf Lebenszeit, Richter auf Zeit, Richter auf Probe und Richter kraft Auftrag (§ 8 DRiG). Zum Richter auf Lebenszeit kann ernannt werden, wer nach Erwerb der Befähigung zum Richteramt mindestens drei Jahre im richterlichen Dienst tätig gewesen ist (§ 10 Abs. 1 DRiG).  Wer später als Richter auf Lebenszeit oder als Staatsanwalt verwendet werden soll, kann zum Richter auf Probe ernannt werden (§ 12 Abs. 1 DRiG). Ein Beamter auf Lebenszeit oder auf Zeit kann zum Richter kraft Auftrags ernannt werden, wenn er später als Richter auf Lebenszeit verwendet werden soll (§ 14 Abs. 1 DRiG). Eine Ernennung zum Richter auf Zeit ist nur unter den durch Bundesgesetz bestimmten Voraussetzungen und nur für die bundesgesetzlich bestimmten Aufgaben zulässig (§ 11 DRiG). Eine solche bundesgesetzliche Regelung trifft beispielsweise § 18 VwGO. Das Bundesverfassungsgericht hat 2018 beschlossen, dass die Ernennung von Beamten auf Lebenszeit zu Richtern auf Zeit mit dem Grundgesetz vereinbar ist.
Ehrenamtliche Richter stehen nicht in einem Dienstverhältnis. Sie üben ein öffentliches Amt aus, ein öffentlich-rechtliches Dienst- und Treueverhältnis durch Ernennung wird aber nicht begründet.
Wird eine Person in das Amt eines Richters des Bundesverfassungsgerichts gewählt, wird dessen bisheriges Dienstverhältnis als Beamter oder Richter nicht gelöst. Jedoch ruhen die Rechte und Pflichten aus diesem Dienstverhältnis. (§ 101 Bundesverfassungsgerichtsgesetz) Sie erhalten keine Dienstbezüge nach dem Bundesbeamtengesetz, sondern ein Amtsgehalt nach dem Gesetz über das Amtsgehalt der Mitglieder des Bundesverfassungsgerichts.